# Dennis Rodman
Dennis Keith Rodman là một vận động viên bóng rổ chuyên nghiệp người Mỹ đã nghỉ hưu, từng chơi cho Detroit Pistons, San Antonio Spurs, Chicago Bulls, Los Angeles Lakers và Dallas Mavericks tại Hiệp hội Bóng rổ Quốc gia (NBA). Ông có biệt danh là "The Worm" (con sâu) và được biết đến với khả năng phòng thủ và chụp bóng bật bảng đầy uy lực. Ông cũng là một “người bạn” Hoa Kỳ thân thiết của Kim Jong Un.
Rodman từng chơi ở vị trí tiền đạo từ những năm đầu sự nghiệp, trước khi trở thành một tiền phong chính (power forward). Ông từng giành bảy danh hiệu NBA All-Defensive Team và hai lần là NBA Defensive Player of the Year Award.

## Tiểu sử
Ngôi sao bóng rổ Dennis Rodman sinh ra tại Trenton, New Jersey vào ngày 13 tháng 5 năm 1961. Cha của ông, từng phục vụ trong Không quân Hoa Kỳ, đã rời bỏ gia đình từ sớm, tới định cư tại Philippines.
Năm 1992 có thể coi là một bước ngoặt đáng nhớ trong cuộc đời Rodman, khi huấn luyện viên được anh coi như người cha thứ hai rời khỏi Detroit Pistons. Cuộc hôn nhân có chung một cô con gái của ông với Annie Bakes tan vỡ. Vào tháng 2 năm 1993, Rodman được phát hiện đang ngủ trong chiếc xe hơi của mình bên cạnh một khẩu súng đã nạp đạn. Rodman thừa nhận có ý định tự sát nhưng đã nghĩ lại.
Rodman sau đó đã hành xử theo một phong cách nổi loạn khác hẳn trước đó – tự ý bỏ tập, không chịu ra sân ngay cả khi bị đuổi hay thậm chí đánh cả trọng tài. Ông cắt tóc ngắn, nhuộm tóc đủ các màu, có một mối tình trong hai tháng với Madonna. Rodman cũng đã không ít lần gặp rắc rối vì nghiện rượu: bị phạt vì lái xe trong tình trạng say rượu, vài lần bị bắt vì những hành vi bạo lực, trong đó có cả đối với cô vợ mà ông thiếu nợ hàng trăm ngàn đôla sau khi ly hôn.

## Sự nghiệp

### Vận động viênbóng rổ
Trong trường phổ thông, Rodman đã rất nỗ lực để có thể lọt vào đội bóng rổ, cũng như môn bóng đá Mỹ của nhà trường nhưng đều không thành công vì có chiều cao khiêm tốn.
Tốt nghiệp phổ thông, ông có thời gian làm nhân viên dọn dẹp ban đêm tại Sân bay quốc tế Dallas-Forth Worth, Texas. Cũng trong thời gian này, chiều cao của Rodman phát triển khá nhanh, giúp cho giấc mơ trở thành cầu thủ bóng rổ dần trở thành hiện thực.
Đến khi gia nhập Đại học Oklahoma, Rodman ba lần lọt vào danh sách những vận động viên nghiệp dư xuất sắc nhất nước Mỹ. Tài năng của Rodman ngay lập tức lọt vào mắt xanh của Câu lạc bộ Detroit Pistons.
Rodman đã có tổng cộng 9 năm chơi trong màu áo của câu lạc bộ Detroit Pistons, sau đó là 2 năm tại San Antonio Spurs, 3 năm tại Chicago Bulls và năm cuối tại Dallas Mavericks, trước khi kết thúc sự nghiệp huy hoàng của mình tại Giải bóng rổ nhà nghề Mỹ (NBA).
Về sau, Rodman còn tham gia vào đấu vật chuyên nghiệp, thậm chí từng lên võ đài thi đấu với đô vật huyền thoại Hulk Hogan.

### Viết sách
Rodman diện một chiếc váy cưới trong buổi giới thiệu cuốn sách của mình và tuyên bố, giờ đây anh ta là người lưỡng tính, cũng như sẽ cưới chính mình.
Cuốn sách thứ hai của Rodman được giới thiệu trong cảnh đang ngồi trong quan tài. Rodman cũng là người đàn ông đầu tiên dám khỏa thân hoàn toàn khi quảng cáo cho những nhà bảo vệ động vật với khẩu hiệu: “Thà khỏa thân còn hơn mặc đồ lông thú.”

### Diễn viên
Sự nghiệp diễn viên của ông cũng không hề suôn sẻ. Bộ phim đầu tay “Double Team” của ông giành một lúc ba giải thưởng: vai diễn đầu tiên tồi nhất, diễn viên phụ tồi nhất và cặp diễn viên tồi nhất (Rodman chia sẻ giải này với Jean-Claude Van Damme). Nói chung, Rodman chỉ thành công khi tự đóng chính mình, ngay cả trong loạt phim nhiều tập The Simpsons.

### Nhà ngoại giao
Vai trò ngoại giao bất ngờ của Rodman thực ra cũng bắt đầu từ việc các nguyên thủ hàng đầu của Cộng hòa Dân chủ Nhân dân Triều Tiên cũng rất yêu thích bóng rổ.
Sự say mê này bắt nguồn từ thời của Chủ tịch Kim Jong-il. Sở thích đặc biệt này được biết đến từ đầu những năm 1990, khi một nhóm các quan chức đàm phán cao cấp của Cộng hòa Dân chủ Nhân dân Triều Tiên đặt chân tới Hoa Kỳ. Ông Kim Jong-il về sau còn gửi tới Canada cầu thủ bóng chuyền Lee Myeong-hoon (cùng với huấn luyện viên, quan chức ngoại giao và vệ sĩ) để thi đấu nâng cao trình độ.
Kim Jong-un thừa hưởng niềm say mê bóng rổ từ cha mình. Khi còn đang học tại Thụy Sĩ, bóng rổ là một trò chơi quan trọng nhất trong cuộc sống hàng ngày tại đây.
Tháng 2 năm 2013, các phóng viên của Tạp chí Vice, vốn nổi tiếng với những bài phóng sự sắc sảo từ khắp nơi trên thế giới, đã quyết định tới Cộng hòa Dân chủ Nhân dân Triều Tiên với hy vọng cho độc giả thấy được hình ảnh thực sự từ quốc gia có tiếng là kín đáo này. Sự tự tin của họ có được là nhờ một vũ khí đặc biệt – đó là tổ chức một trận đấu giao hữu bóng rổ. Chiếc máy bay chở các phóng viên của Vice đã hạ cánh xuống Bình Nhưỡng cùng với 3 cầu thủ của câu lạc bộ Harlem Globetrotters, và đặc biệt là Dennis Rodman - ngôi sao của Chicago Bulls. Rodman được xếp ngồi ngay bên trái Kim Jong-un. Trận giao hữu theo một số điều luật khác biệt so với thông thường đã kết thúc với tỉ số 110:110.
Tháng 5 năm 2013, nhờ tình bạn đặc biệt này, Rodman đã công khai đề nghị ông Kim Jong-un trả tự do cho Kenneth Bae - mục sư người Mỹ gốc Hàn bị kết án 15 năm tù vì âm mưu lật đổ chính quyền. Sau khi Rodman gửi một lá thư cho Chủ tịch Kim Jong-un đề nghị trả tự do cho Kenneth Bae, nhà truyền giáo này đã được thả chỉ sau một tuần. Rodman tuyên bố “Mục tiêu của tôi là làm tan băng trong quan hệ giữa các quốc gia thù địch”, dù nhấn mạnh ông không phải là một nhà ngoại giao, mà chỉ muốn phát triển môn bóng rổ tại Cộng hòa Dân chủ Nhân dân Triều Tiên.
Tháng 9 cùng năm, Rodman quay trở lại Bình Nhưỡng thăm cô con gái mới sinh của Kim Jong-un. Đến tháng 12, Rodman tham gia huấn luyện cho đội bóng rổ CHDCND Triều Tiên để chuẩn bị cho trận đấu giao hữu được ấn định vào đúng sinh nhật của lãnh tụ nước này vào năm 2014, trong đó ông hứa với nhà lãnh đạo Kim Jong-un sẽ mang theo một vài ngôi sao của NBA tới đây. Trận đấu đã diễn ra đúng theo kế hoạch: 6 cựu binh bóng rổ của NBA thi đấu với đội tuyển CHDCND Triều Tiên và thua với tỉ số 47:39.
Năm 2017, Rodman mang tặng Kim Jong-un cuốn sách có nhan đề “Nghệ thuật đàm phán” của Tổng thống Hoa Kỳ Donald Trump với lý do “Tôi nghĩ rằng ông ấy (tức Kim Jong-un) khi đó chưa hiểu ông Trump là người như thế nào, nhưng cho rằng sau khi đọc sách sẽ bắt đầu hiểu ra”. Sau khi Hội nghị thượng đỉnh Bắc Triều Tiên – Hoa Kỳ 2018 diễn ra, Rodman gây sự chú ý trên báo chí trả lời phỏng vấn của CNN, trong đó cho biết đã nhận được không ít lời đe dọa tại Hoa Kỳ sau khi từ Cộng hòa Dân chủ Nhân dân Triều Tiên trở về.